# Джонс, Дэвид Чарльз
Дэвид Чарльз Джонс (англ. David Charles Jones) (9 июля 1921, Абердин, Южная Дакота, США — 10 августа 2013, Потомак-Фолс, Виргиния, США) — американский военный деятель, генерал в отставке армии США, председатель Объединенного комитета начальников штабов США (1978—1982).

## Биография
Учился в Университете Северной Дакоты и педагогический государственный Колледж Майнот. Во время обучения получил лицензию частного пилота гражданской авиации. В апреле 1942 г. прервал обучение, чтобы вступить в Военно-воздушные силы Армии США.
В 1943 г. окончил военную летную школу на авиабазе Розуэлл в Нью-Мексико, став лейтенантом ВВС США. После работы в качестве инструктора в Нью-Мексико, Аризоне и Техасе в 1945 г. был назначен в 3-ю аварийно-спасательную эскадрилью Пятого Военно-воздушного соединения (Fifth Air Force) в Японии. Прошёл путь от пилота до командующего эскадрона.
- 1948—1949 гг. — инструктор отдела, а затем помощник офицера, ответственного за операции и обучение 2236-го военно-воздушного резервного учебного центра в Кентукки,
- 1950—1953 гг. — в 19-й бомбардировочной эскадрильи штат Калифорния: командиром воздушного судна, оперативный офицер, командира эскадрильи. Во время Корейской войны провел в воздухе свыше 300 летных часов, решая боевые задачи,
- 1953—1954 гг. — командовал 22-й эскадрильей воздушных дозаправщиков, затем — 33-й бомбардировочной эскадрильей,
- 1954 г. — в штаб-квартире стратегического авиационного командования, авиабаза Оффатт, штат Небраска; планировщик операций по бомбардировке,
- 1955—1957 гг. — помощник начальника Стратегического командования генерала Кёртиса ЛеМея,
- 1957—1960 гг. — заместитель командующего 93-й авиагруппой, штат Калифорния,
- 1960 г. — окончил Национальный военный колледж,
- 1960—1964 гг. — в оперативном управлении штаба ВВС США. На этой должности работал над разработкой бомбардировщика B-70,
- 1965—1969 гг. — заместитель начальника и начальник Стратегического отдела, командовал 33-м тактическим истребительным крылом, штат Флорида,
- 1969 г. — заместитель командующего 7-й Воздушной армией, затем — командующий 2-й Воздушной армией, в Барксдейле, штат Луизиана.
- 1971—1974 гг. — заместитель командующего Военно-воздушных силы США, одновременно глава Четвертого объединенного тактического авиационного командования НАТО,
- 1974—1978 гг. — начальник штаба ВВС США. Проводил политику развития высокотехнологичных систем вооружения . Кроме того, он реорганизовал структуру управления ВВС и существенно сократил управленческий аппарат штабов. Поддержал модернизацию самолётов F-15 , F-16, А-10 и Е-3А. Большая часть программы модернизации было сосредоточена в Европе, что было продиктовано стремлением расширения возможностей НАТО,
- 1978—1982 гг. — председатель Объединенного комитета начальников штабов США. В июне 1979 г. сопровождал президента Джимми Картера на завершающий раунд переговоров по СНВ-2 в Вене. После ввода советских войск в Афганистан занимался организацией развертывания сил быстрого развертывания для Юго-Западной Азии, а также руководил планированием преобразования сил быстрого реагирования в региональное командование. Также курировал планирование операции по спасению персонала посольства США после Исламской революции в Иране (1979) и подвергся критике после её неудачного осуществления. Активно продвигал реформу Объединенного комитета начальников штабов, которая завершилась уже после его отставки, в 1986 г., принятием Закона Голдуотера — Николса.

Являлся почетным доктором гуманитарных наук Университете Небраски в Омахе (1974), почетным доктором юридических наук Технического университета Луизианы (1975, почетного доктора государственного колледжа Майнота (1979). Джонс был последний председатель Объединенного комитета начальников штабов, который был награждён за службу во Второй мировой, Корейской и Вьетнамской войнах.